# ドイツ館 (エプコット)
ドイツ館（ドイツ・パビリオン、Germany Pavilion）は、アメリカ合衆国フロリダ州のウォルト・ディズニー・ワールド・リゾートにあるディズニーパーク「エプコット」のワールド・ショーケースの一部である。パビリオンは、イタリア館と中国館の間に位置している。

## 配置
木骨造の建物が立ち並ぶドイツの街並みをモデルとしており、広場の中央には聖ゲオルギウス像が建っている。

## アトラクションとサービス

### レストラン
- ビエルガルテン・レストラン（Biergarten Restaurant）- ドイツ料理が楽しめるビュッフェ形式のレストラン。

### ショッピング
- ダス・カウフハウス（Das Kaufhaus）
- デル・デディベール（Der Teddybär）
- カラメル・クチェ（Karamell-Küche）- キャラメル専門店
- クリスマスの角

### エンターテインメント
- ミニチュア・トレイン・アンド・ビレッジ（The Romantic Road Miniature Train Village）

### キャラクター・グリーティング
- 白雪姫と七人の小人（白雪姫）

## トリビア
- ライン川クルーズを模したドイツ各地の名所を回るボートライドがのちにオープンする予定だったが、予算の問題でオープンしなかった[1][2]。